# Ethan (Dakota del Sud)
Ethan és una població dels Estats Units a l'estat de Dakota del Sud. Segons el cens del 2000 tenia 330 habitants.

## Demografia
Segons el cens del 2000, Ethan tenia 330 habitants, 129 habitatges, i 91 famílies. La densitat de població era de 530,9 habitants per km².
Dels 129 habitatges en un 38,8% hi vivien nens de menys de 18 anys, en un 59,7% hi vivien parelles casades, en un 9,3% dones solteres, i en un 28,7% no eren unitats familiars. En el 24,8% dels habitatges hi vivien persones soles el 12,4% de les quals corresponia a persones de 65 anys o més que vivien soles. El nombre mitjà de persones vivint en cada habitatge era de 2,56 i el nombre mitjà de persones que vivien en cada família era de 3,08.
Per edats la població es repartia de la següent manera: un 30% tenia menys de 18 anys, un 8,5% entre 18 i 24, un 29,1% entre 25 i 44, un 19,1% de 45 a 60 i un 13,3% 65 anys o més.
L'edat mediana era de 33 anys. Per cada 100 dones de 18 o més anys hi havia 86,3 homes.
La renda mediana per habitatge era de 37.917 $ i la renda mediana per família de 43.125 $. Els homes tenien una renda mediana de 30.208 $ mentre que les dones 19.688 $. La renda per capita de la població era de 14.897 $. Entorn del 6,4% de les famílies i el 8,4% de la població estaven per davall del llindar de pobresa.

## Poblacions més properes
El següent diagrama mostra les poblacions més properes.